# Bernard Cazeneuve
Bernard Guy Georges Cazeneuve, född 2 juni 1963 i Senlis i Oise, är en fransk politiker, medlem av socialistpartiet. Cazeneuve var Frankrikes premiärminister från 6 december 2016 till 15 maj 2017.
Bernard Cazeneuve studerade 1982–1985 juridik vid Institut d’études politiques i Bordeaux och gick 1987 med i socialististpartiet. Han invaldes i Nationalförsamlingen 1997 och blev 2001 borgmästare i Cherbourg-Octeville. När regeringen Ayrault tillträdde 2014 utnämndes Cazeneuve till vice minister, först med ansvar för Europafrågor och från 2013 för budgetfrågor. I samband med att Manuel Valls 2014 utnämnds till premiärminister efterträdde Cazeneuve honom som inrikesminister. Cazeneuve kom där att spela en avgörande roll i sviterna efter terrorattackerna mot Charlie Hebdo 2015, konsertlokalen Bataclan 2015 samt terrordådet i Nice 2016, då han genomförde en omfattande omorganisation av landets polis- och säkerhetstjänster. 
Bernard Cazeneuve utsågs till premiärminister 6 december 2016 efter att Manuel Valls avsagt sig uppdraget för att kandidera i presidentvalet 2017.

## Utmärkelser
- Kommendör med stjärna av Republiken Polens förtjänstorden,  2012[1]
- Storofficer av Italienska republikens förtjänstorden,  2012[2]
- Storkorset av den medborgerliga förtjänstorden,  2015[3]
- Förbundsrepubliken Tysklands förtjänstorden – stora kommendörskorset med stjärna och axelrem,  2016[4]
- Kommendör av Hederslegionen,  14 juli 2017[5]

[Redigera Wikidata]